# Zwergtrappe

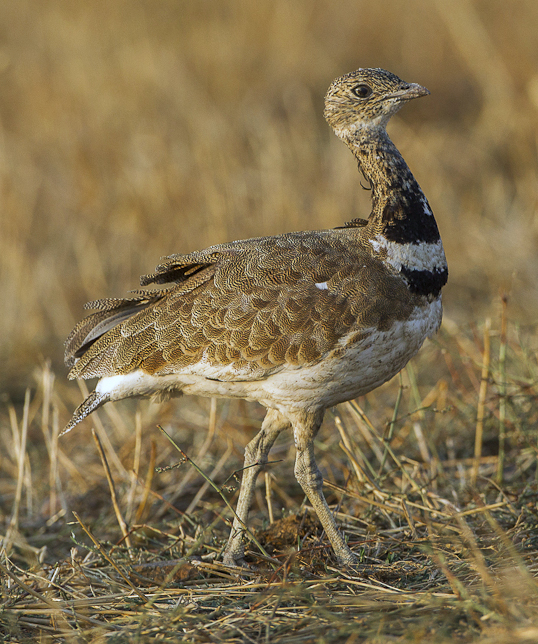
Zwergtrappe, Männchen

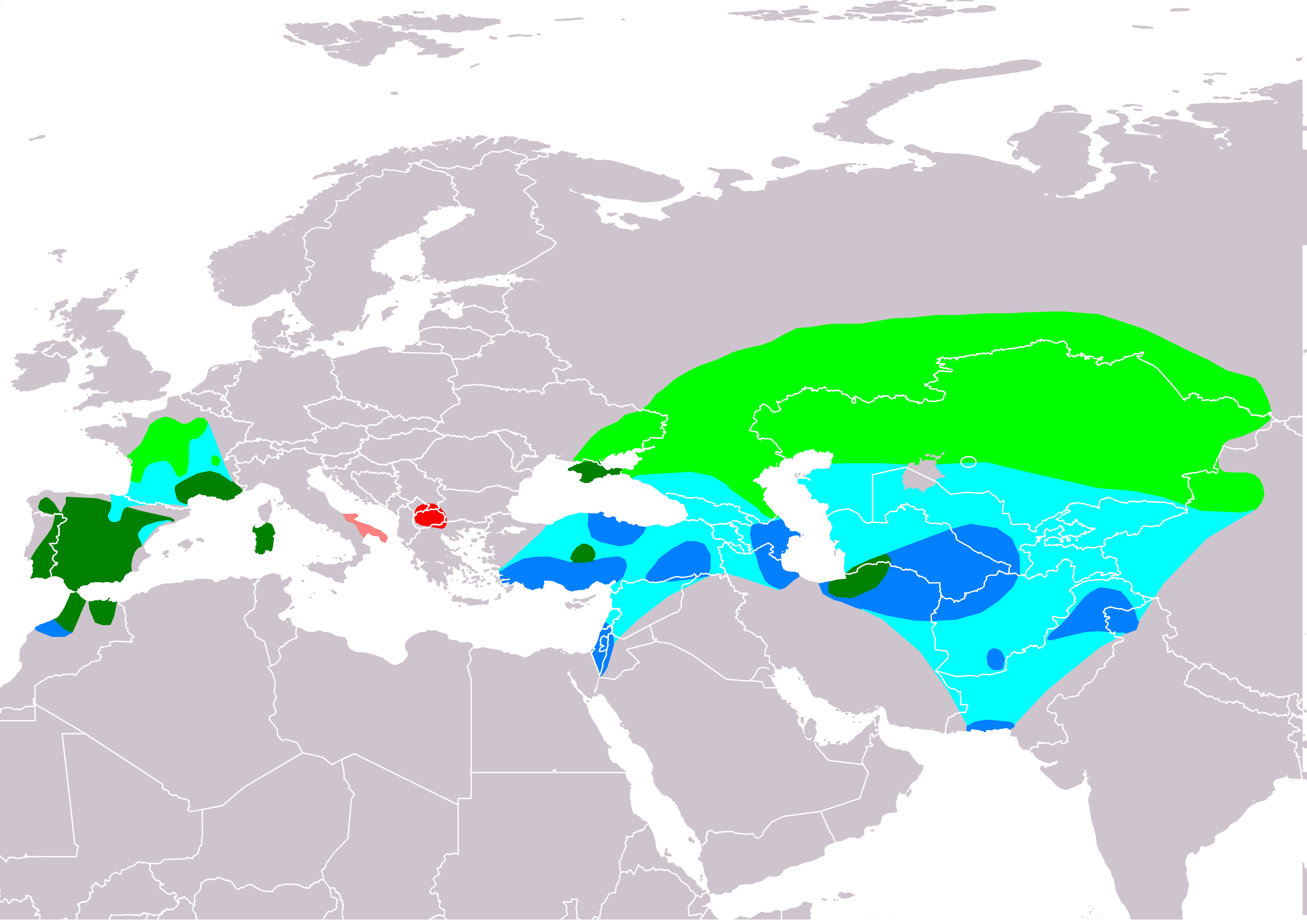
Verbreitungsgebiete der Zwergtrappe
(grün = Brutgebiete, dunkelgrün = ganzjähriges Vorkommen, hellblau = Migration, blau = Überwinterungsgebiete, blassrot = Population wahrscheinlich erloschen, rot = Population erloschen)

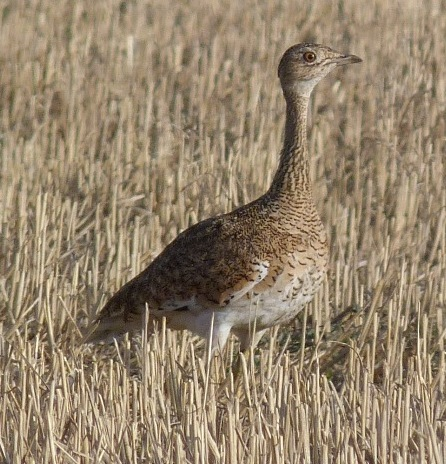
Zwergtrappe, Weibchen

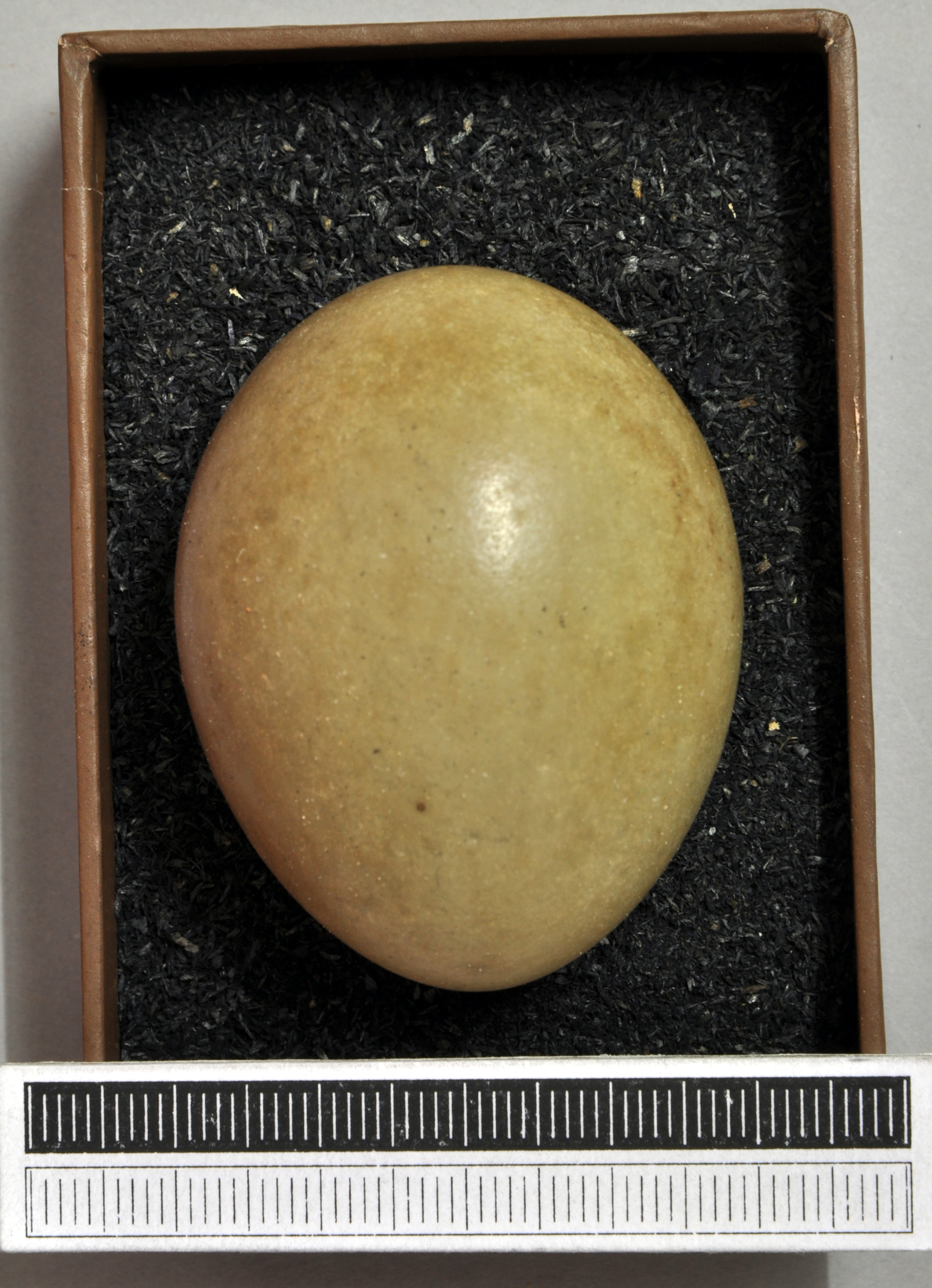
Ei, Sammlung Museum Wiesbaden

Die Zwergtrappe (Tetrax tetrax, im 19. Jahrhundert Otis tetrax, auch Grieltrappe) ist die kleinste, etwa hühnergroße Art aus der Familie der Trappen. Bis ins 19. Jahrhundert war die Zwergtrappe auch ein Brutvogel Mitteleuropas. Sie kommt jetzt nur noch im Osten Mitteleuropas als sehr seltener Irrgast vor.

## Merkmale
Die 40 bis 45 cm lange Zwergtrappe erreicht bei einer Flügelspannweite von 83 bis 91 cm ein Gewicht von 500 bis 900 g.
Beim Hahn ist der Hals im Prachtkleid tiefschwarz mit zwei weißen Streifen. Kopf und Kehle sind bleigrau, die Körperoberseite sandbraun mit dunklen Zeichnungen und die Unterseite weiß.
Das Weibchen und die Männchen im Schlichtkleid sind oberseits sandfarben gefärbt mit schwarzen Flecken. Bauch und Brust sind weiß gefärbt.
Im Flug zeigt der Vogel die mittellangen, gerundeten Flügel mit etwas gebogenen Handschwingen und viel Weiß an den Flügeloberseiten und den Armschwingen. Dagegen sind die Spitzen von Handschwingen und -decken schwarz.

## Vorkommen
Die Zwergtrappe kommt in Südeuropa in Spanien, Portugal, Südfrankreich und Sardinien vor. Der europäische Bestand ist anhaltend rückläufig. Lokale Populationen auf der Balkanhalbinsel und wahrscheinlich auch auf dem italienischen Festland sind bereits erloschen. Im nördlichen Frankreich ist die Art ein Sommervogel. Außerhalb Europas lebt sie in Nordafrika und in den Steppen zwischen dem Schwarzen Meer und dem Balchaschsee. Dort fällt der negative Populationstrend bisher weniger stark aus. Die Zwergtrappe bewohnt Gras- und  Kulturlandschaften, oft an trockenen, steinigen Plätzen. Sie ist – je nach Population – entweder ein Zug- oder ein Strichvogel.

## Verhalten
Die Zwergtrappe pickt vom Boden Samen, Körner, Triebe, Wurzeln und Insekten auf. Außerhalb der Brutzeit lebt der Vogel in größeren Schwärmen.

## Fortpflanzung
Die Zwergtrappe brütet einmal im Jahr von April bis Juni. Beim Balzritual spreizt das Männchen die Halsfedern, zeigt die Flügel und macht kurze Luftsprünge über die Vegetation. Der Balzruf ist ein lautes grunzendes trrr, das alle zehn Sekunden wiederholt wird. Das Weibchen legt in eine flache Bodenmulde in guter Deckung drei bis fünf Eier.

## Bestand
Die Zwergtrappe war ehemals in Deutschland, Polen, Österreich, Tschechien und der Slowakei sowie Ungarn lückig als Brutvogel verbreitet. Anfang des 20. Jahrhunderts wurde die Art in Mitteleuropa aufgrund intensiver Landwirtschaft und Bewässerungsmaßnahmen ausgerottet. Die heute nächstgelegenen Brutplätze finden sich in Frankreich. Sie brütete noch bis in die 1980er Jahre unter anderem auch im Elsass.
Der europäische Gesamtbestand wird auf 120.000 bis 300.000 Brutpaare geschätzt. Das entspricht etwa 75 bis 94 Prozent des Weltbestandes. Etwa 90 Prozent der europäischen Brutvögel kommen auf der iberischen Halbinsel vor. Etwa weitere 10.000 bis 20.000 Brutpaare leben im europäischen Teil Russlands.

## Belege

### Einzelbelege
1. ↑  Deutsches Wörterbuch von Jacob und Wilhelm Grimm „Grieltrappe“
2. ↑  Bauer et al., S. 382.
3. ↑  Bauer et al., S. 382.